# Norman Vincent Peale

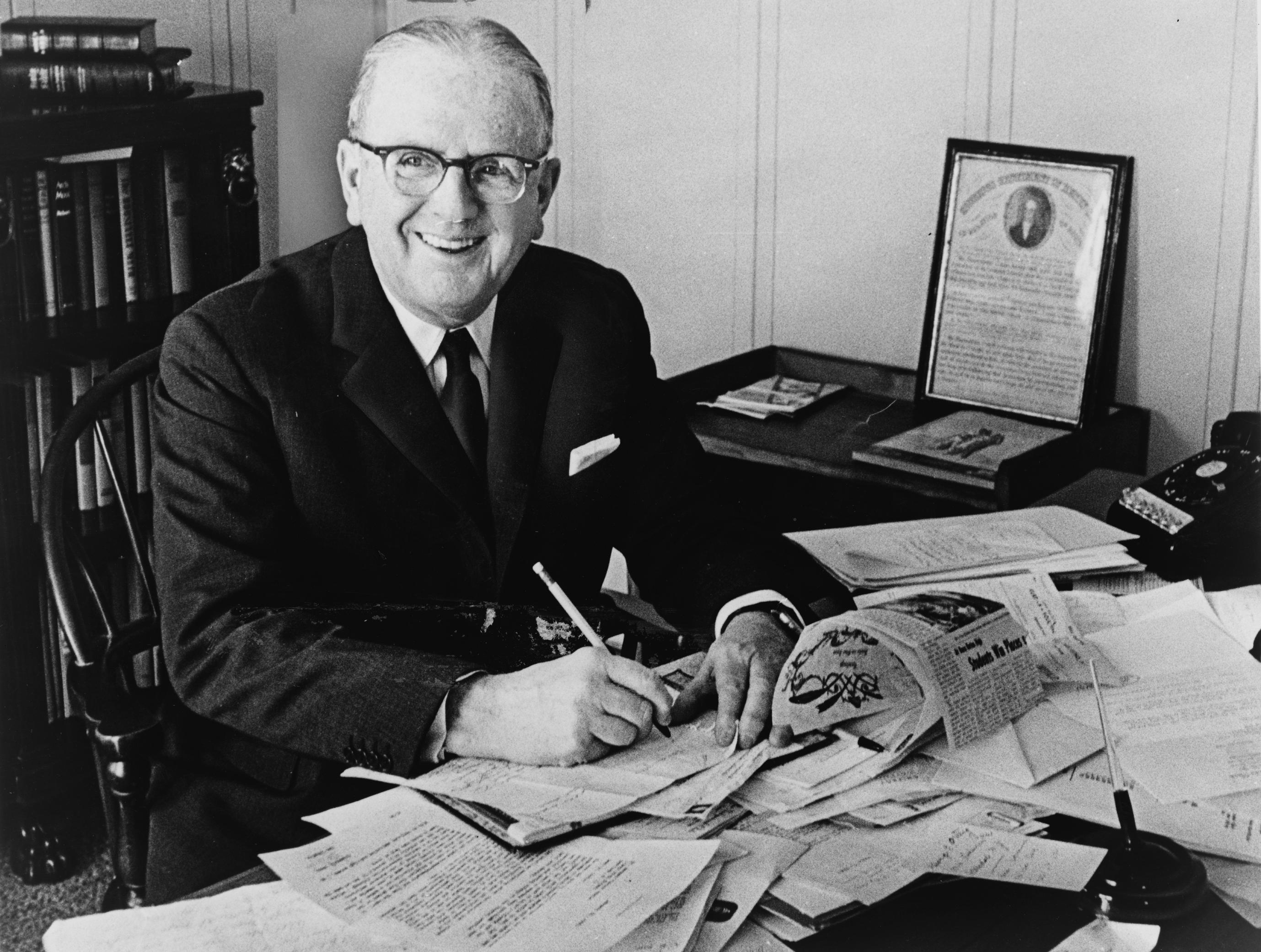
Norman Vincent Peale

Norman Vincent Peale (Bowersville (Ohio), 31 mei 1898 - Pawling (New York), 24 december 1993) was een Amerikaans protestants predikant en auteur van zelfhulpboeken. Peale is vooral bekend geworden vanwege zijn boek The Power of Positive Thinking (1952; Nederlandse vertaling: De kracht van positief denken, 1953; 39e druk, 2006), waarin hij zijn opvattingen over positief denken uiteenzette.
Zijn credo was: "Stamp in je hoofd dat je een succesnummer bent".
Peales opvattingen staan onder zware kritiek van de wetenschappelijke psychologie. Ook op de maatschappijvisie van de sociaal conservatieve Peale is veel kritiek gekomen. Door de nadruk te leggen op het veranderen van het denken van mensen zou de invloed van de sociale omstandigheden op de maatschappelijke positie van mensen genegeerd worden.
- Bibsys: 90177963
- Biblioteca Nacional de España: XX953619
- Bibliothèque nationale de France: cb12050811b (data)
- CiNii: DA0179840X
- Gemeinsame Normdatei: 119236281
- International Standard Name Identifier: 0000 0001 0787 5166
- Library of Congress Control Number: n79089903
- Nationale Bibliotheek van Letland: 000060185
- National Archives and Records Administration: 10581910
- Bibliotheek van het Japanse parlement: 00452363
- Nationale Bibliotheek van Tsjechië: jn19990006430
- Nationale bibliotheek van Australië: 35413737
- Nationale Bibliotheek van Israël: 987007312350605171
- Nederlandse Thesaurus van Auteursnamen: 073755281
- Istituto Centrale per il Catalogo Unico: CFIV075793
- SNAC: w6r50f4j
- Système universitaire de documentation: 028732626
- Trove: 944042
- Virtual International Authority File: 105856085
- WorldCat: E39PBJt3YCvJg7DRbFPBfy8XBP